# 周百顺
周百顺，山东宁阳县人，清朝政治人物。
周百顺为嘉慶二十二年（1817年）丁丑科进士。道光十一年（1831年）八月署接替蒋封岐任金山县知县一职，九月去职，由蒋封岐再署。